# Niskajärvi (sjö i Södra Savolax)
Niskajärvi är en sjö i Finland. Den ligger i kommunen Pieksämäki i landskapet Södra Savolax, i den södra delen av landet, 250 km norr om huvudstaden Helsingfors. Niskajärvi ligger 106,9 meter över havet. Den är 8,26 meter djup. Arean är 3,99 kvadratkilometer och strandlinjen är 22,89 kilometer lång. Sjön  ingår i Kymmene älvs huvudavrinningsområde.   I omgivningarna runt Niskajärvi växer i huvudsak blandskog.
I övrigt finns följande i Niskajärvi:
- Kaivantoniemi (en ö)

I övrigt finns följande vid Niskajärvi:
- Vehvasjärvi (en sjö)